# Adriana Louvier
Adriana Louvier Vargas (Cidade do México, 18 de setembro de 1980) é uma atriz mexicana. No Brasil se tornou conhecida por sua personagem Olga Ancira em Lágrimas de Amor.

## Carreira
Estudou atuação no Centro de Formação de Atores da TV Azteca e logo ingressou em algumas novelas como Enamórate, La heredera, Amor en custodia, Tengo todo excepto a ti, Emperatriz, etc.
No teatro participou de alguns espetáculos como Crímenes del corazón e Fresas en invierno. No cinema  participou dos filmes Uno nunca sabe, Viaje en Frecuencia Modulada, Yo tambien te quiero a ti, Adios mundo cruel, Espacio interior e posteriormente Amar no es querer.
Em 2012 assinou contrato com a Televisa e nesse mesmo ano interpretou uma das antagonista da novela Corona de lágrimas.
Em 2014 protagonizou a telenovela Yo no creo en los hombres, ao lado de Gabriel Soto.
Em 2016 protagonizou a série Sin rastro de ti, ao lado de Ana Layevska. Em 2017 esteve ao lado de Silvia Navarro, Gabriel Soto e Carlos Ferro,  em Caer en tentación.

## Filmografia

### Telenovelas
- 2022/2023-La mujer del diablo-Soledad Insulza
- 2017/2018-Caer en tentación-Carolina Rivas Trejo de Alvarado
- 2016-Sin rastro de ti-Julia Borges / Lorena Mendoza
- 2014/2015-Yo no creo en los hombres-María Dolores Moraes Garza
- 2013/2014-Quiero amarte-Constanza Olazábal
- 2012/2013-Corona de lágrimas-Olga Ancira Cervantes
- 2011-Emperatriz-Estela Mendoza Jurado
- 2008-Tengo todo excepto a ti-Estefanía García Woolrich
- 2006-Ángel, las alas del amor-Celeste Landeros Fernández
- 2005/2006-Amor en custodia-Tatiana Aguirre / Lucía Cáceres
- 2005-Top models-Carla Oliver del Río
- 2004-La heredera-Linda Arrelano
- 2003-La mujer de Lorenzo-Silvia Estevéz Ávila
- 2002-Sin permiso de tus padres-Ivana
- 2001/2002-Lo que es el amor-Julieta Rivas
- 2000/2001-Golpe bajo-Júlia

### Series
- Estrella2 (2014) - Convidada
- Bienes raíces
- Ni una vez más (2005)
- Tal para cual (2002)

### Teatro
- Fresas en Invierno (2008-2009)
- Crímenes del corazón (2003)

### Longa metragens
- Más negro que la noche (2014) (2014) - María
- Los árboles mueren de pie
- Fachon Models
- Sobre ella (2013) - Sandra
- Hidden Moon (2012-2013) - Apolonia
- Amar no es querer (2011) - Jackie
- Adiós, mundo cruel (2011)
- Musth (2011)
- Espacio interior
- Mordidas (2010)
- Bala mordida (2008)
- Uno nunca sabe (2003)

### Curta metragens
- Toda la suerte del mundo (2010)
- Déjalo así (2007)
- Yo también te quiero (2005)
- Viaje en frecuencia modulada (2003)
- Cuatro paredes (2003)

### Dublagens
- El diente de la princesa (2007)

## Prêmios e Indicações

### Festival Pantalla de cristal
| Ano  | Categoria    | Filme             | Resultado |
| ---- | ------------ | ----------------- | --------- |
| 2012 | Melhor atriz | Amar no es querer | Indicado  |

### TVyNovelas
| Ano  | Categoria                 | Telenovela                | Resultado |
| ---- | ------------------------- | ------------------------- | --------- |
| 2018 | Melhor atriz protagonista | Caer en tentación         | Indicado  |
| 2017 | Melhor atriz protagonista | Sin rastro de ti          | Indicado  |
| 2015 | Melhor atriz protagonista | Yo no creo en los hombres | Venceu    |